# Sericoides testacea
Sericoides testacea är en skalbaggsart som beskrevs av Fabricius 1775. Sericoides testacea ingår i släktet Sericoides och familjen Melolonthidae. Inga underarter finns listade i Catalogue of Life.